# Ned Lamont
Edward Miner Lamont Jr (más conocido como Ned Jr o Ned Lamont); (Washington D. C., Estados Unidos, 3 de enero de 1954) es un político, empresario, sociólogo y economista estadounidense. Actualmente se desempeña como gobernador del estado de Connecticut.

## Biografía
Hijo de padre estadounidense y de madre puertorriqueña. Su padre trabajó como economista en el Plan Marshall y luego en el Departamento de Vivienda y Desarrollo Urbano de los Estados Unidos durante la presidencia de Richard Nixon, mientras que su madre trabajó miembro en el gabinete personal del senador y congresista Estes Kefauver.
Cuando tenía siete años se mudó junto a su familia a Long Island (Nueva York). Más tarde asistió a la Phillips Exeter Academy en Exeter (Nuevo Hampshire), donde se graduó en 1972. 
Posteriormente obtuvo las licenciaturas en Sociología por la Universidad de Harvard y en Economía por la Universidad de Yale.
Tras finalizar sus estudios superiores, comenzó a trabajar en un pequeño periódico llamado "Black River Tribune" situado en Ludlow (Vermont). Posteriormente, en 1984 fundó su propia compañía de televisión, "Lamont Digital Systems" y más tarde renombrada como "Campus TeleVideo". En esta empresa que fundó se encargan de proporcionar por vía satélite y otros tipos de telecomunicaciones a universidades y colegios.
Al mismo tiempo que trabajaba para su empresa, entró en el mundo de la política como militante del Partido Demócrata de los Estados Unidos.
Sus primeras andaduras en política fueron a nivel municipal en la localidad de Greenwich (Connecticut). Allí empezó como miembro de la corporación del ayuntamiento.
Ya en marzo de 2006 anunció públicamente que se postulaba como senador estatal de Connecticut contra el senador saliente Joe Lieberman, con quien perdió el 39.7% de los votos contra el 49.7% de su oponente. 
Posteriormente, en el 2010 anunció su candidatura para gobernador, pero perdió en las primarias demócratas contra Dan Malloy, quien fue elegido en las elecciones estatales. 
En 2018 se presentó nuevamente para las elecciones estatales y finalmente tras obtener la victoria contra el republicano Bob Stefanowski, acabó convirtiéndose en el 89.º Gobernador del Estado de Connecticut, sucediendo a Dan Malloy.
Como nuevo gobernador del estado, tomó posesión oficial de su cargo el día 9 de enero de 2019.